# Citroën Spacetourer
| Sterne im Euro-NCAP-Crashtest (2015) | 5 Sterne im Euro-NCAP-Crashtest |

Der Citroën Spacetourer ist ein im März 2016 auf dem Genfer Auto-Salon vorgestellter Van des französischen Autoherstellers Citroën. Das Modell ist weitgehend baugleich mit dem Peugeot Traveller, dem Toyota ProAce Verso und dem Opel Zafira Life sowie seit 2022 dem Fiat Ulysse. Alle wurden von PSA Peugeot Citroën und Toyota gemeinsam entwickelt und sind optisch und technisch verwandt mit Citroën Jumpy 3, Peugeot Expert 3 und Toyota Proace 2, sowie Opel Vivaro C, Fiat Scudo 3 und Iveco eJolly. Gebaut werden diese Modelle bei Sevel Nord und im PSA-Werk Valenciennes; im russischen Kaluga endete die Produktion 2022. In der Modellhierarchie löst der Spacetourer auch den bereits seit 2014 nicht mehr produzierten Citroën C8 und der Traveller den ebenfalls 2014 eingestellten Peugeot 807 ab, während der Zafira Life den bis 2019 produzierten Opel Zafira C ersetzt.

## Hintergrund
Die Vans Spacetourer und Traveller wie auch Toyota ProAce Verso und Zafira Life basieren auf den als Nutzfahrzeuge entworfenen Versionen Citroën Jumpy, Peugeot Expert, Toyota Proace und Opel Vivaro. Deren Vorgänger wurden noch von PSA gemeinsam mit Fiat entwickelt und stammten von der 1994 begonnenen gemeinsamen Eurovan-Entwicklung ab. Fiat schloss sich 2009 mit Chrysler zu Fiat Chrysler Automobiles zusammen. Dadurch konnte Fiat auch Vans von Chrysler für das eigene Modellprogramm übernehmen, während gleichzeitig allgemein der Markt für Vans infolge der Entwicklung hin zu SUVs zu schrumpfen begann. Der Fiat Ulysse wurde daher 2011 und der Lancia Phedra bereits 2010 eingestellt und beide durch Modelle des neuen Konzernzusammenschlusses ersetzt.
2012 erklärte Fiat, an einer gemeinsamen Nachfolgeentwicklung für die Nutzfahrzeuge nicht mehr interessiert zu sein, während die Produktion des Fiat Scudo bis 2016 bei PSA weiter laufen sollte. In Toyota fand PSA einen neuen Kooperationspartner. Toyota brauchte dringend ein Nachfolgemodell für den Hiace XH10, der wegen seiner veralteten Technik und der auch dadurch gesunkenen Verkäufe bereits seit 2010 von den meisten Märkten Europas zurückgezogen worden war. Deshalb wurde ab 2013 das Modell auch für Toyota unter dem Namen ProAce als Kastenwagen und Kombi produziert. Gleichzeitig begann die Entwicklung eines gemeinsamen Nachfolgemodells unter dem Projektnamen KZéro. Von Beginn an wurde auch daran gearbeitet, ein Konkurrenzmodell zum erfolgreichen VW Multivan und zu weiteren Konkurrenzangeboten zu schaffen. 2019 kam Opel / Vauxhall als zusätzlicher Kooperationspartner dazu, der auf der gleichen Basis unter den Namen Opel Zafira Life / Vauxhall Vivaro Life einen Van anbietet; im Gegensatz zu den anderen drei wird er im Vauxhall-Stammwerk in Luton (England) angefertigt. Wegen des Zusammenschlusses von Fiat Chrysler Automobiles und PSA zum Stellantis-Konzern Anfang 2021 wird seit 2022 auch wieder ein Modell von Fiat angeboten.
Nach der Vorstellung des batterieelektrisch angetriebenen Jumpy im Mai 2020 präsentierte Citroën im folgenden Monat auch den Spacetourer mit dem Antriebsstrang aus dem Peugeot e-208. Im Herbst 2020 kam er in den Handel. Zwei verschiedene Akkugrößen sind verfügbar. Die 50 kWh-Variante ermöglicht eine Reichweite nach WLTP von 230 km, die 75 kWh-Variante 330 km.
Von 2022 bis 2024 wurde bis auf wenige Länder (u. a. Schweiz) nur noch die batterieelektrische Version angeboten. Kunden mit dem Wunsch nach einem Verbrennungsmotor steht seit August 2024 wieder ein Modell mit 177-PS-Diesel-Motor und Automatikgetriebe (BlueHDI 180 EAT8) zur Verfügung. In Russland endete die Produktion im April 2022 wegen des Überfalls auf die Ukraine.
Eine überarbeitete Version der Baureihe präsentierte Citroën im Dezember 2023. Auf der Basis dieses Modells wurde im Januar 2024 auf der CMT in Stuttgart der Citroën Holidays als erster Campervan der Marke vorgestellt.

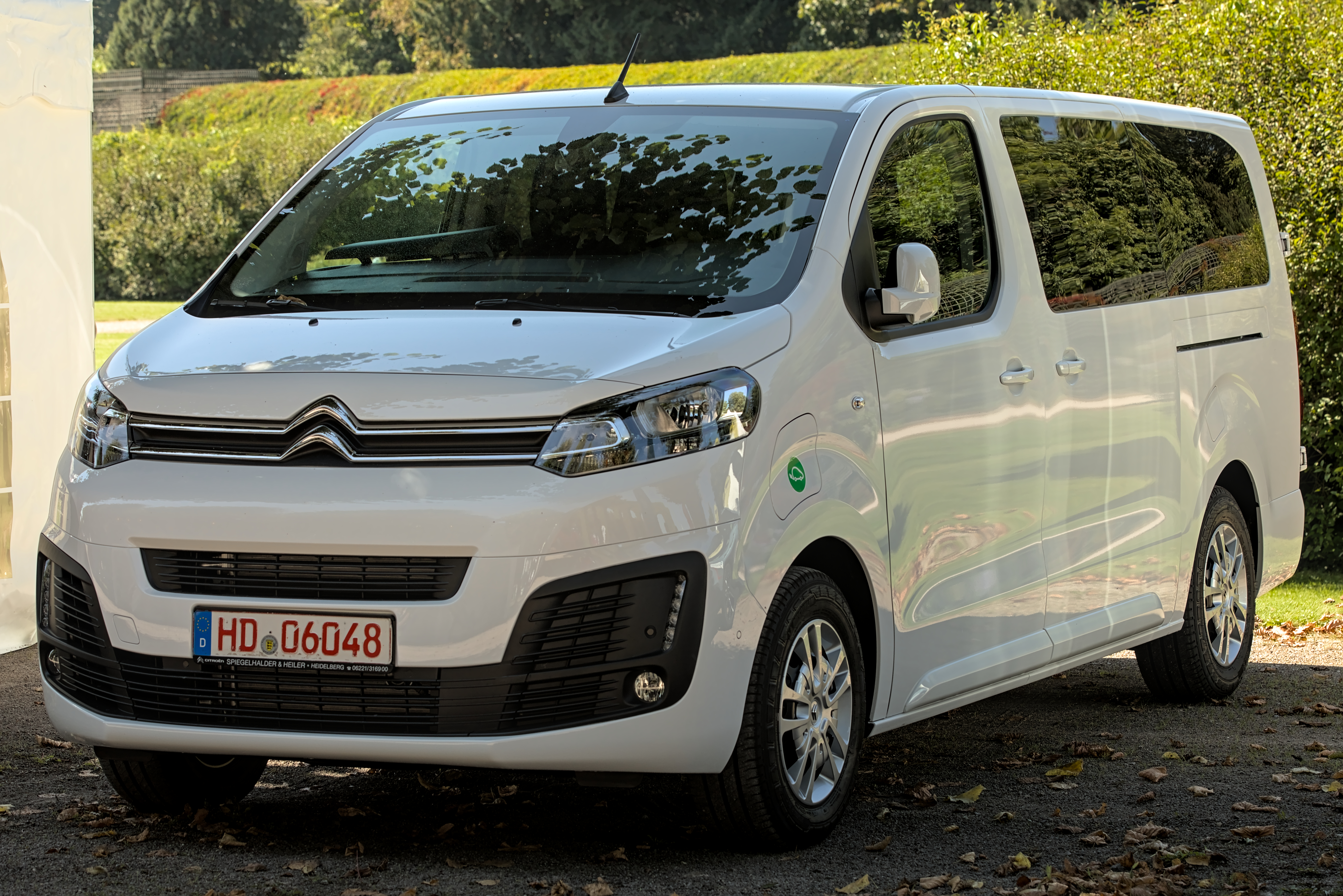
Citroën ë-Spacetourer (2020–2023)
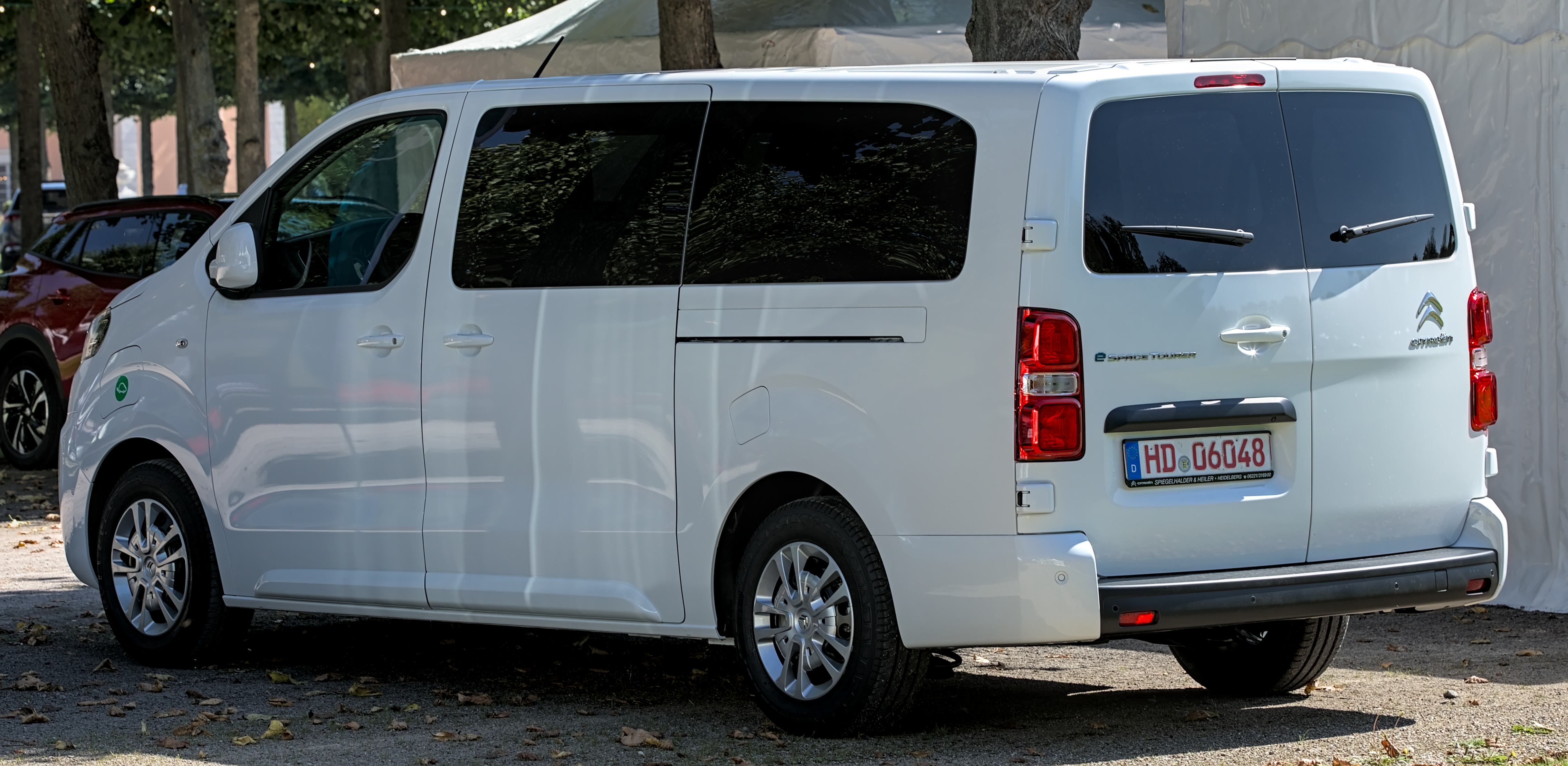
Heckansicht
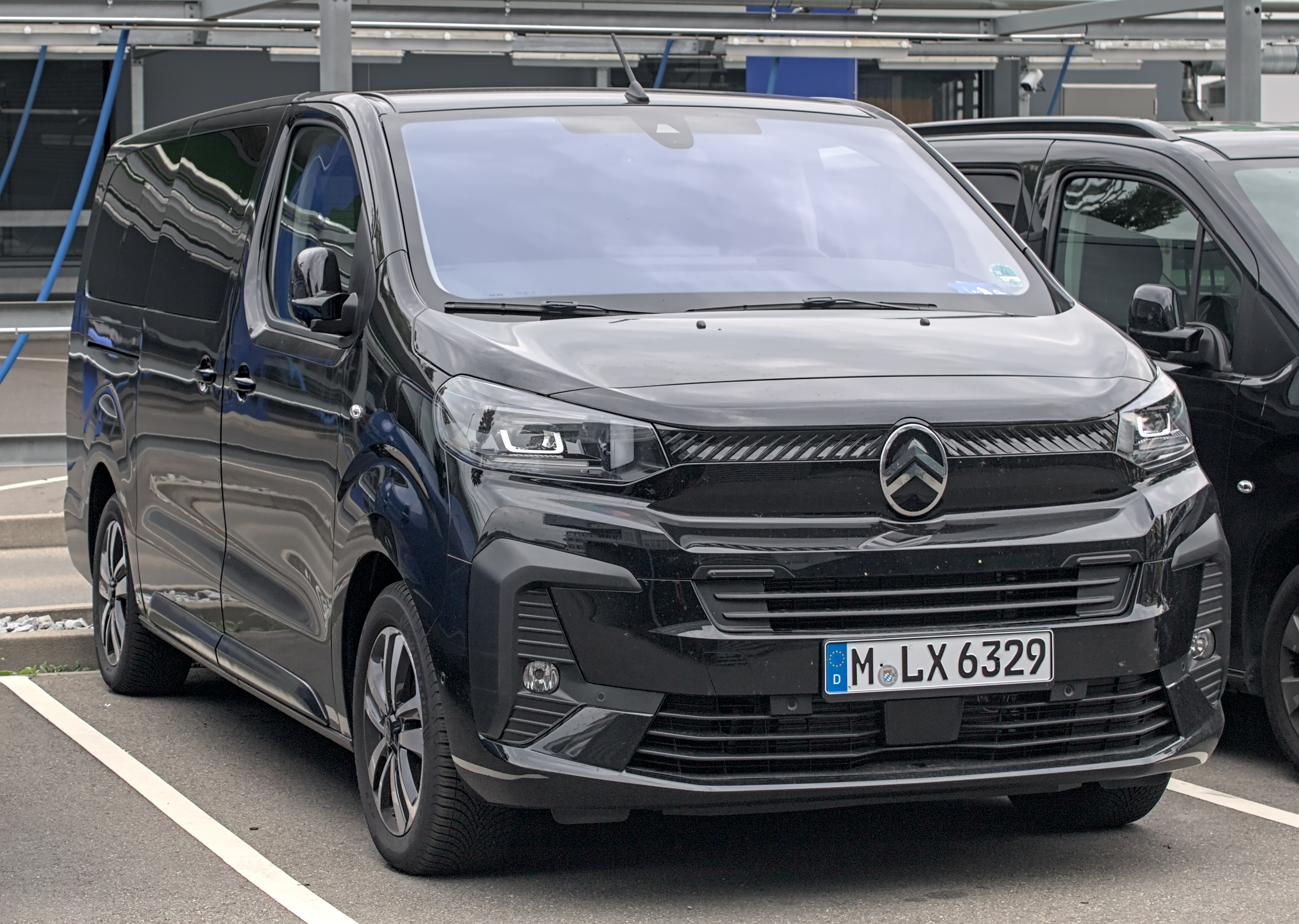
Citroën Spacetourer (seit 2024)
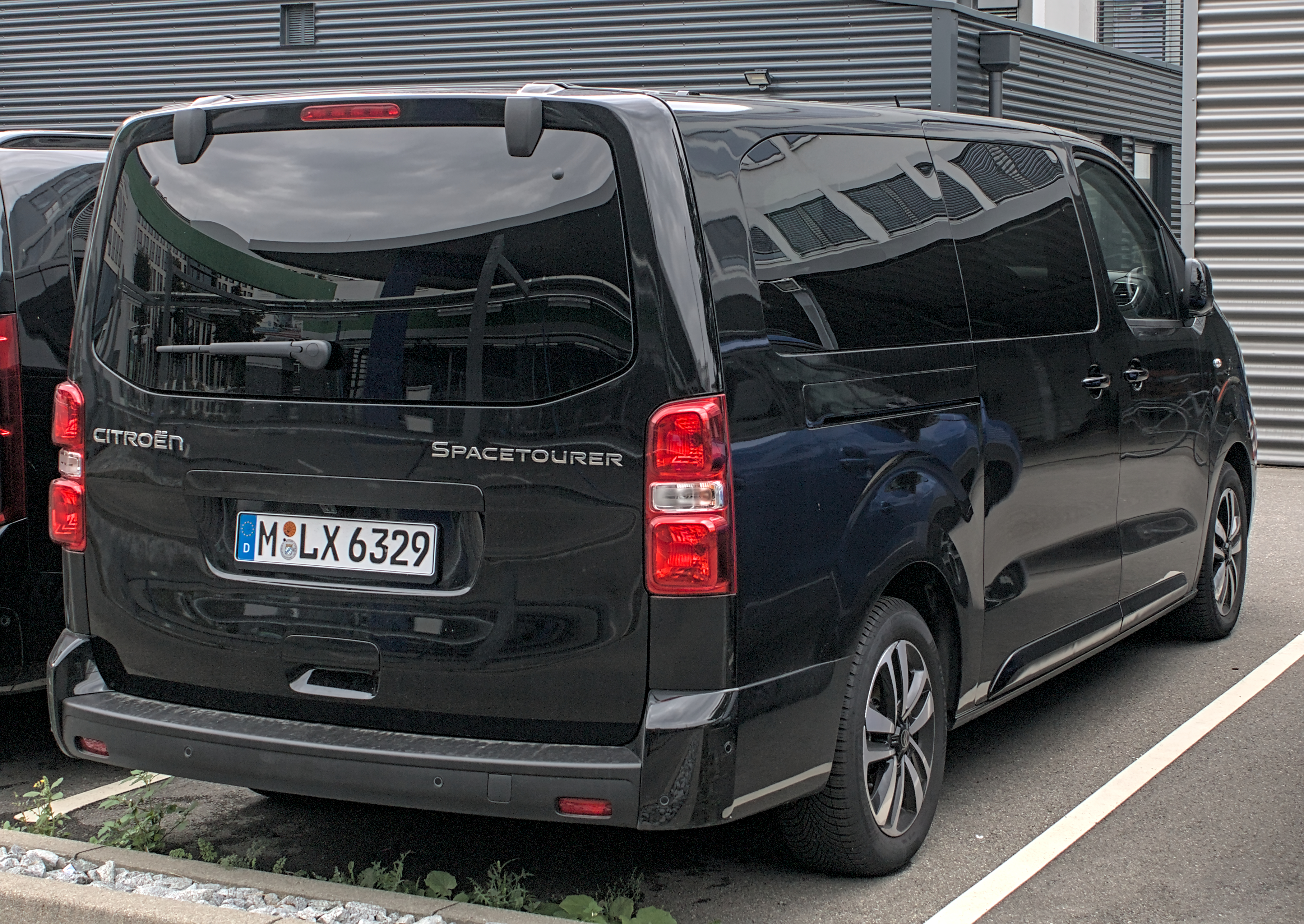
Heckansicht

## Fahrzeugcharakteristika
Alle Modelle basieren auf der EMP2-Plattform von PSA, auf der auch viele andere PSA-Pkw aufgebaut werden. Das Design der Modelle orientiert sich an der Citröen-Studie von 2011 Citroën Tubik.
Der Spacetourer ist in drei Längen (XS, M, XL) und zwei unterschiedlichen Höhen erhältlich. Große Unterschiede herrschen bei der inneren Materialauswahl. Hier werden deutlich hochwertigere Materialien eingesetzt als in den als Nutzfahrzeuge konzipierten Varianten. Eine spezielle Ausführung für den Personentransport bietet je nach Ausstattung vier Sitze im Fond, die für Konferenzen angeordnet sind.
Außerdem sind auch sieben Einzelsitze und insgesamt neun Sitzplätze möglich, die verschieb- und drehbar sind. Werden die Sitze herausgenommen, ergibt sich ein bis zu 4900 Liter großes Kofferraumvolumen. Je nach Ausstattungslinie öffnen die seitlichen Schiebetüren gegen Aufpreis oder serienmäßig elektrisch, je nach Version mittels Fußbewegung und Schlüssel in der Tasche automatisch („Keyless-System“). Die maximale Höhe beträgt 1,94 Meter. In den verschiedenen kleinen Fächern können bis zu 74 Liter Stauraum genutzt werden.
Zur Ausstattung gehört ein sieben Zoll großer Touchscreen, ebenso wie ein Infotainmentsystem mit 3D-Karten, Spracheingabe und Echtzeit-Verkehrsdaten. Mirror-Screen-Funktion, Apple Carplay und Android Auto sind ebenfalls je nach Version vorhanden.
Neben ESP sind Bremsassistent (EBA), Totwinkelwarner, Spurhalteassistent, Verkehrszeichenerkennung, Abstandswarner, aktiver Tempomat und Notbremsfunktion teils Serienausstattung, des Weiteren je nach Ausstattung Regen- sowie Lichtsensoren, Anfahrassistenten und Einparkhilfe. Außerdem gibt es ein Head-up-Display.
Angetrieben wird der Citroën Spacetourer ausschließlich von Common-Rail-Einspritzung-Dieselmotoren. Sie leisten von 88 kW (120 PS) bis 130 kW (177 PS). Der Normverbrauch ist mit 4,9 bis 6,1 Litern auf 100 km, der CO2-Ausstoß mit 128 bis 161 g/km angegeben. Neben einem Schaltgetriebe ist für die stärkste Motorvariante auch ein Achtstufen-Automatikgetriebe erhältlich.

## Technische Daten
|                                                      | BlueHDi 95                                                    | BlueHDi 100           | BlueHDi 115           | BlueHDi 120           | BlueHDi 120           | BlueHDi 145            | BlueHDi 150            | BlueHDi 150            | BlueHDi 150            | BlueHDi 180                | BlueHDi 180                | BlueHDi 180                | ë-Spacetourer 50 kWh         | ë-Spacetourer 75 kWh         |
| Bauzeitraum                                          | 09/2016–06/2018                                               | 06/2018–10/2019       | 09/2016–06/2018       | 06/2018–09/2019       | 09/2019–12/2021       | 10/2020–12/2021        | 09/2016–06/2018        | 06/2018–09/2019        | 09/2019–10/2020        | 09/2016–06/2018            | 06/2018–09/2019            | seit 09/2019               | seit 10/2020                 | seit 10/2020                 |
| Längenvarianten                                      | XS, M                                                         | M                     | XS, M, XL             | XS, M, XL             | XS, M, XL             | M, XL                  | XS, M, XL              | XS, M, XL              | XS, M, XL              | XS, M, XL                  | XS, M, XL                  | XS, M, XL                  | XS, M, XL                    | XS, M, XL                    |
| Motorkenndaten                                       |                                                               |                       |                       |                       |                       |                        |                        |                        |                        |                            |                            |                            |                              |                              |
| Motortyp                                             | R4-Dieselmotor                                                | R4-Dieselmotor        | R4-Dieselmotor        | R4-Dieselmotor        | R4-Dieselmotor        | R4-Dieselmotor         | R4-Dieselmotor         | R4-Dieselmotor         | R4-Dieselmotor         | R4-Dieselmotor             | R4-Dieselmotor             | R4-Dieselmotor             | Elektromotor                 | Elektromotor                 |
| Hubraum                                              | 1560 cm³                                                      | 1499 cm³              | 1560 cm³              | 1499 cm³              | 1499 cm³              | 1997 cm³               | 1997 cm³               | 1997 cm³               | 1997 cm³               | 1997 cm³                   | 1997 cm³                   | 1997 cm³                   | —                            | —                            |
| max. Leistung bei min−1                              | 70 kW (95 PS) / 3750                                          | 75 kW (102 PS) / 3500 | 85 kW (116 PS) / 3500 | 88 kW (120 PS) / 3500 | 88 kW (120 PS) / 3500 | 106 kW (144 PS) / 3700 | 110 kW (150 PS) / 4000 | 110 kW (150 PS) / 4000 | 110 kW (150 PS) / 4000 | 130 kW (177 PS) / 3750     | 130 kW (177 PS) / 3750     | 130 kW (177 PS) / 4000     | 100 kW (136 PS) / 3673–10000 | 100 kW (136 PS) / 3673–10000 |
| max. Drehmoment bei min−1                            | 210 Nm / 1750 [240 Nm / 1750]                                 | 270 Nm / 1600         | 300 Nm / 1750         | 300 Nm / 1750         | 300 Nm / 1750         | 340 Nm / 2000          | 370 Nm / 2000          | 370 Nm / 2000          | 370 Nm / 2000          | 400 Nm / 2000              | 400 Nm / 2000              | 400 Nm / 2000              | 260 Nm                       | 260 Nm                       |
| Kraftübertragung                                     |                                                               |                       |                       |                       |                       |                        |                        |                        |                        |                            |                            |                            |                              |                              |
| Antrieb                                              | Vorderradantrieb                                              | Vorderradantrieb      | Vorderradantrieb      | Vorderradantrieb      | Vorderradantrieb      | Vorderradantrieb       | Vorderradantrieb       | Vorderradantrieb       | Vorderradantrieb       | Vorderradantrieb           | Vorderradantrieb           | Vorderradantrieb           | Vorderradantrieb             | Vorderradantrieb             |
| Getriebe, serienmäßig, [optional]                    | 5-Gang-Schaltgetriebe [automatisiertes 6-Gang-Schaltgetriebe] | 5-Gang-Schaltgetriebe | 6-Gang-Schaltgetriebe | 6-Gang-Schaltgetriebe | 6-Gang-Schaltgetriebe | 6-Gang-Schaltgetriebe  | 6-Gang-Schaltgetriebe  | 6-Gang-Schaltgetriebe  | 6-Gang-Schaltgetriebe  | 6-Stufen-Automatikgetriebe | 8-Stufen-Automatikgetriebe | 8-Stufen-Automatikgetriebe | 1-Gang-Reduktionsgetriebe    | 1-Gang-Reduktionsgetriebe    |
| Messwerte                                            |                                                               |                       |                       |                       |                       |                        |                        |                        |                        |                            |                            |                            |                              |                              |
| Höchstgeschwindigkeit                                | 145 km/h                                                      | 160 km/h              | 160 km/h              | 172 km/h              | 160 km/h              | 185 km/h               | 170 km/h               | 184 km/h               | 185 km/h               | 170 km/h                   | 185 km/h                   | 185 km/h                   | 130 km/h                     | 130 km/h                     |
| Beschleunigung, 0–100 km/h                           | 15,9 s                                                        |                       | 13,4 s                | 12,0 s                | 12,0 s                |                        | 11,0 s                 | 10,3 s                 | 10,3 s                 | 10,1 s                     | 8,8 s                      | 8,8 s                      |                              | 14,0 s                       |
| Kraftstoff-/Energieverbrauch auf 100 km (kombiniert) | 5,5–5,6 l Diesel [5,2–5,3 l Diesel]                           | 5,2 l Diesel          | 5,1–5,3 l Diesel      | 4,8 l Diesel          | 4,8–4,9 l Diesel      | 5,3–5,5 l Diesel       | 5,3–5,6 l Diesel       | 5,4–5,7 l Diesel       | 5,5–5,6 l Diesel       | 5,7–6,1 l Diesel           | 6,0–6,3 l Diesel           | 6,0–6,1 l Diesel           | 25,2–26,4 kWh                | 26,6–27,9 kWh                |
| CO2-Emission (kombiniert)                            | 144–148 g/km [135–139 g/km]                                   | 137 g/km              | 133–137 g/km          | 127–128 g/km          | 127–129 g/km          | 148–151 g/km           | 139–147 g/km           | 142–151 g/km           | 142–147 g/km           | 151–159 g/km               | 159–167 g/km               | 159–162 g/km               | 0 g/km                       | 0 g/km                       |
| Tankinhalt                                           | 70 l                                                          | 70 l                  | 70 l                  | 70 l                  | 70 l                  | 70 l                   | 70 l                   | 70 l                   | 70 l                   | 70 l                       | 70 l                       | 70 l                       | —                            | —                            |
| Batterie (Lithium-Ionen-Polymer)                     | —                                                             | —                     | —                     | —                     | —                     | —                      | —                      | —                      | —                      | —                          | —                          | —                          | 50 kWh                       | 75 kWh                       |
| elektrische Reichweite nach WLTP                     | —                                                             | —                     | —                     | —                     | —                     | —                      | —                      | —                      | —                      | —                          | —                          | —                          | 230 km                       | 330 km                       |
| Abgasnorm                                            | Euro 6                                                        | Euro 6d-TEMP          | Euro 6                | Euro 6d-TEMP          | Euro 6d               | Euro 6d                | Euro 6                 | Euro 6d-TEMP           | Euro 6d                | Euro 6                     | Euro 6d-TEMP               | Euro 6d                    | —                            | —                            |

## Citroën Holidays

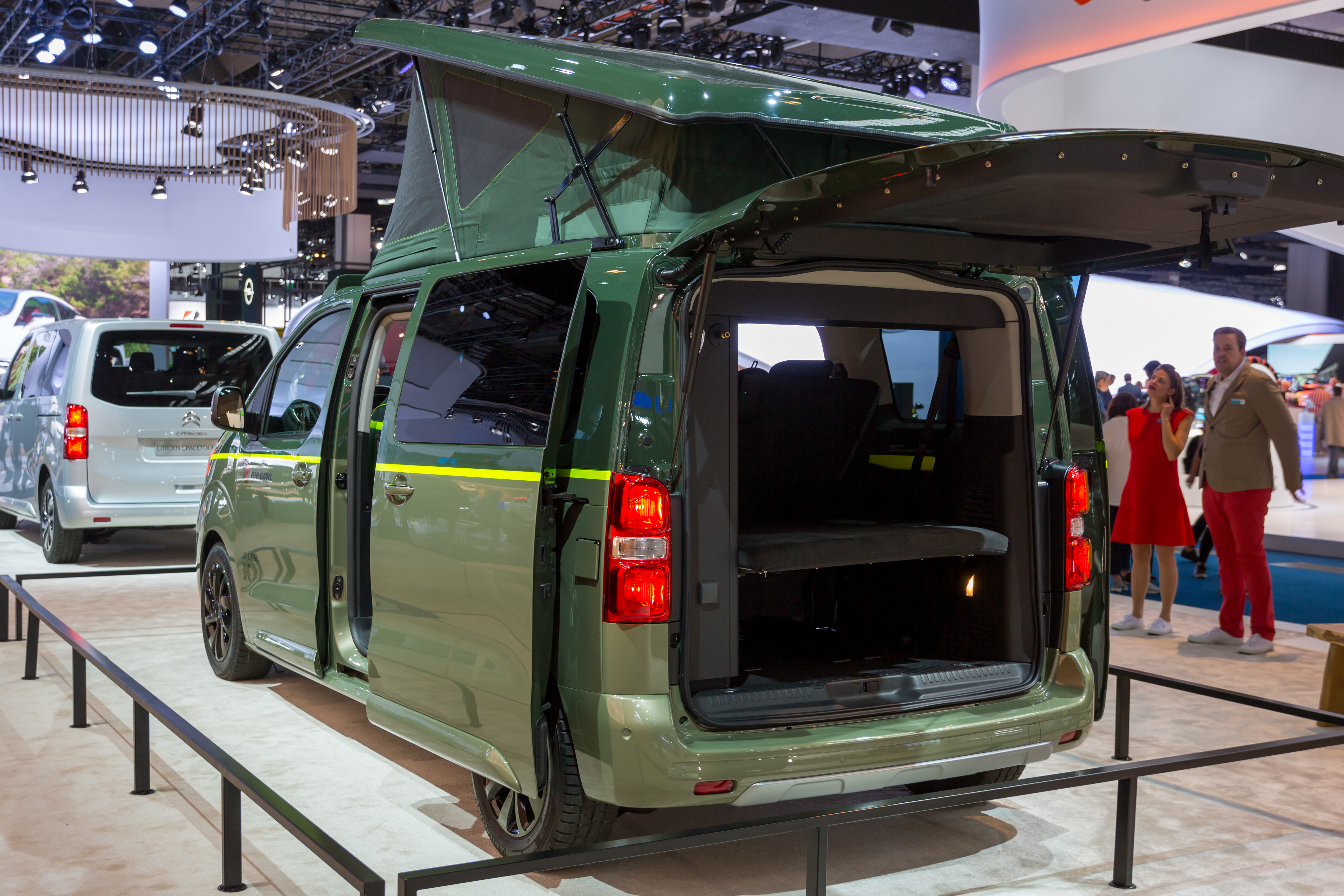
Spacetourer Rip Curl Concept

Der Citroën Holidays ist die Camping-Version des Spacetourers. Der Wagen ist 4,98 Meter lang und 1,99 Meter hoch. Er hat ein Aufstelldach und ein Bett unten und eines im Aufstelldach. Angetrieben wird das Fahrzeug wahlweise von einem 145-PS-Dieselmotor mit Schaltgetriebe oder einem mit 177 PS und Automatikgetriebe. Der Verkaufsbeginn ist für das Frühjahr 2024 geplant. Bereits 2017 stellte Citroën die Studie Spacetourer Rip Curl Concept auf der IAA vor.

## Citroën Spacetourer Hyphen
Citroën stellte auch eine Studie mit der Bezeichnung Spacetourer Hyphen vor, die im Wesentlichen über eine höher gelegte Karosserie, Unterbodenschutz und zuschaltbaren Allradantrieb bzw. Hang-On-Antrieb des Allradspezialisten Automobiles Dangel verfügt. „Hang-On“ bedeutet, dass normalerweise die Vorderräder angetrieben werden und die Hinterachse erst dann Kraft zugewiesen bekommt, wenn vorn Schlupf auftritt. Zum erweiterten Angebot von Dangel gehören neben Fahrwerksmodifikationen fürs Gelände auch ein kurz übersetzter erster Gang und Sperr- oder Bremsdifferenziale für die Hinterachse. Angetrieben wird das Konzeptfahrzeug von einem Dieselmotor mit 110 kW (150 PS) und manueller Sechsgangschaltung.
Der Innenraum ist im Vergleich zur Serie nochmals verfeinert in bunter Farbgebung mit teils farblich asymmetrisch gestaltetem Interieur. Namensgeber des Hyphen ist eine französische Band.

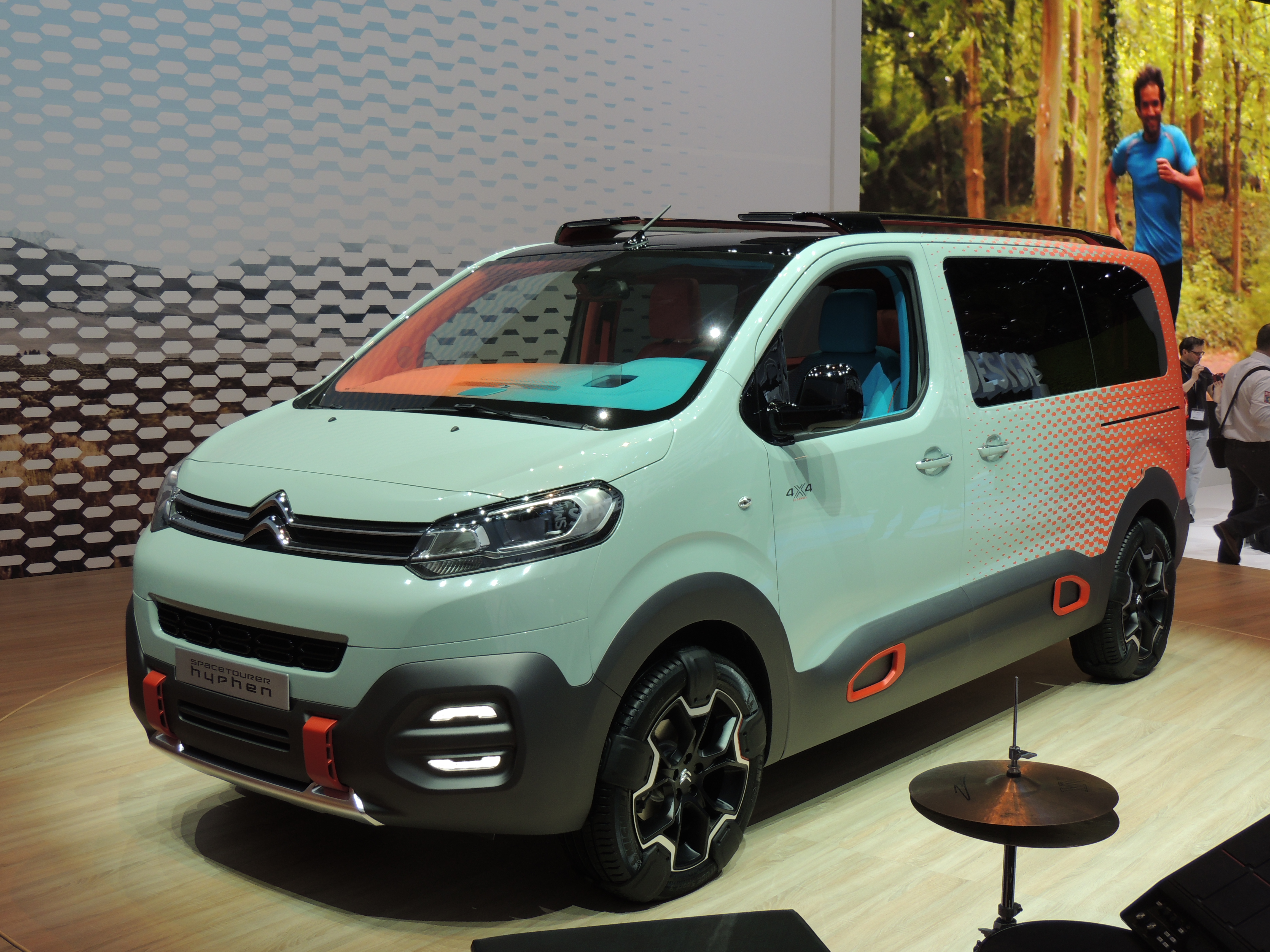
Spacetourer Hyphen
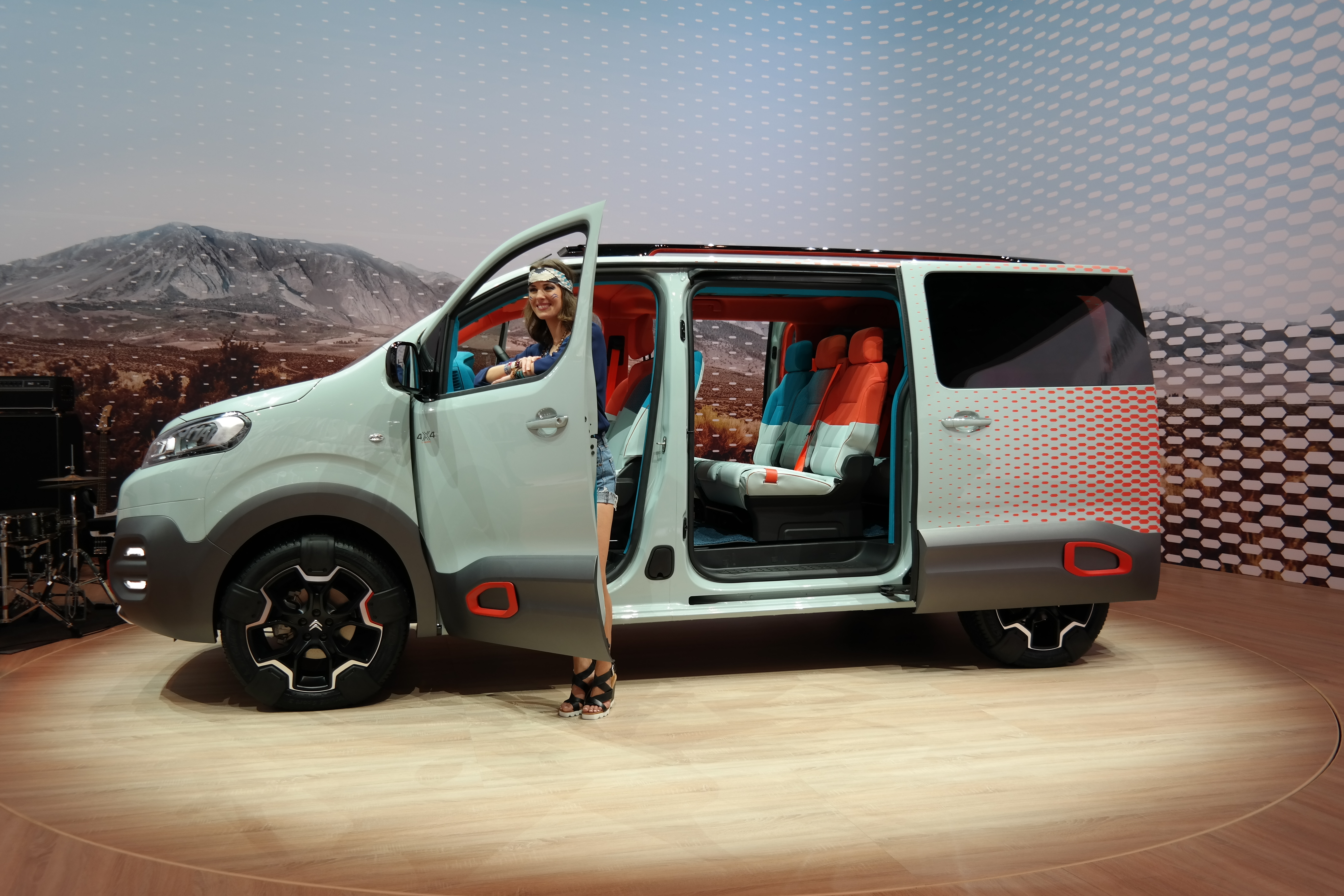
Seitenansicht
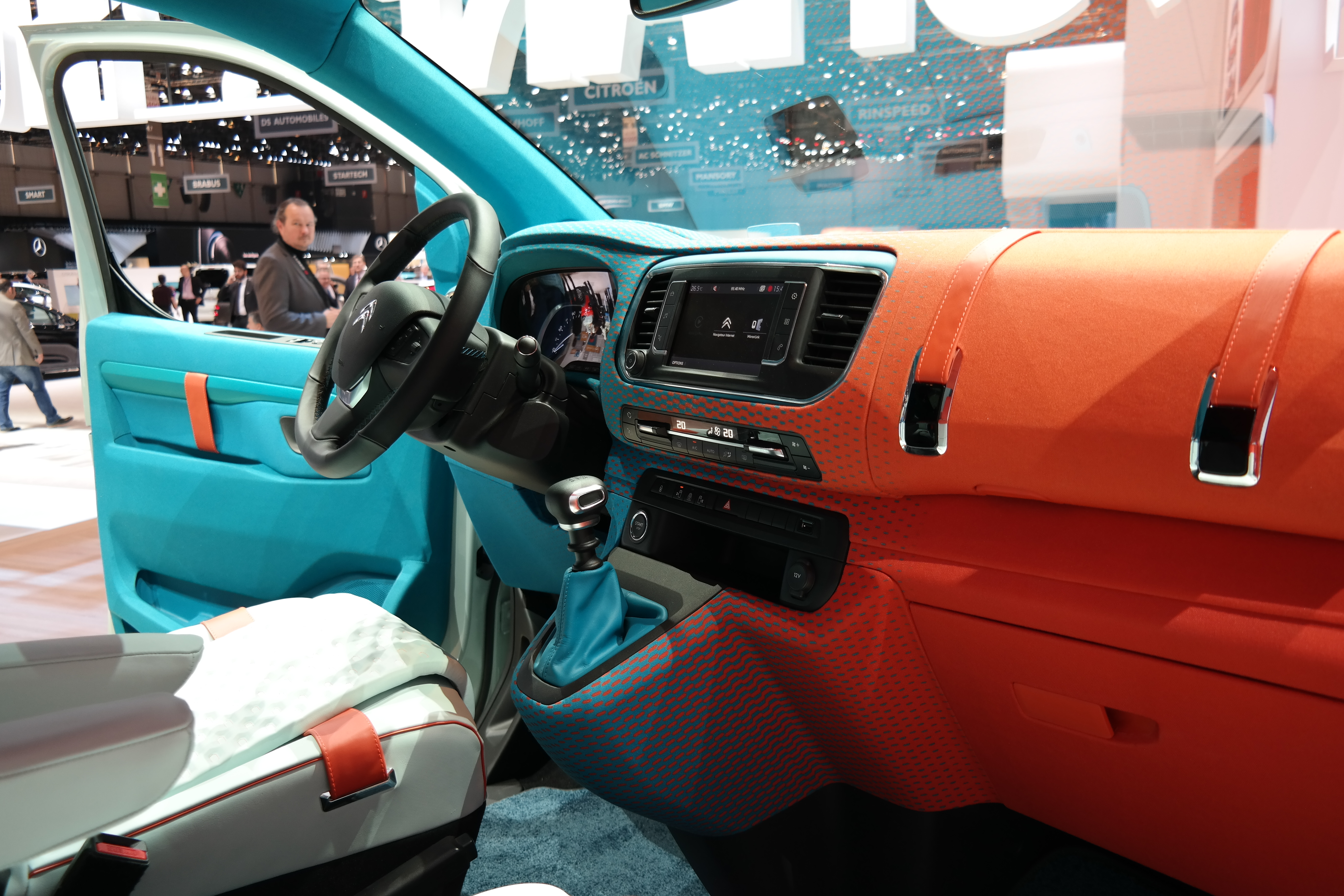
Cockpit

## Caselani Umbausatz

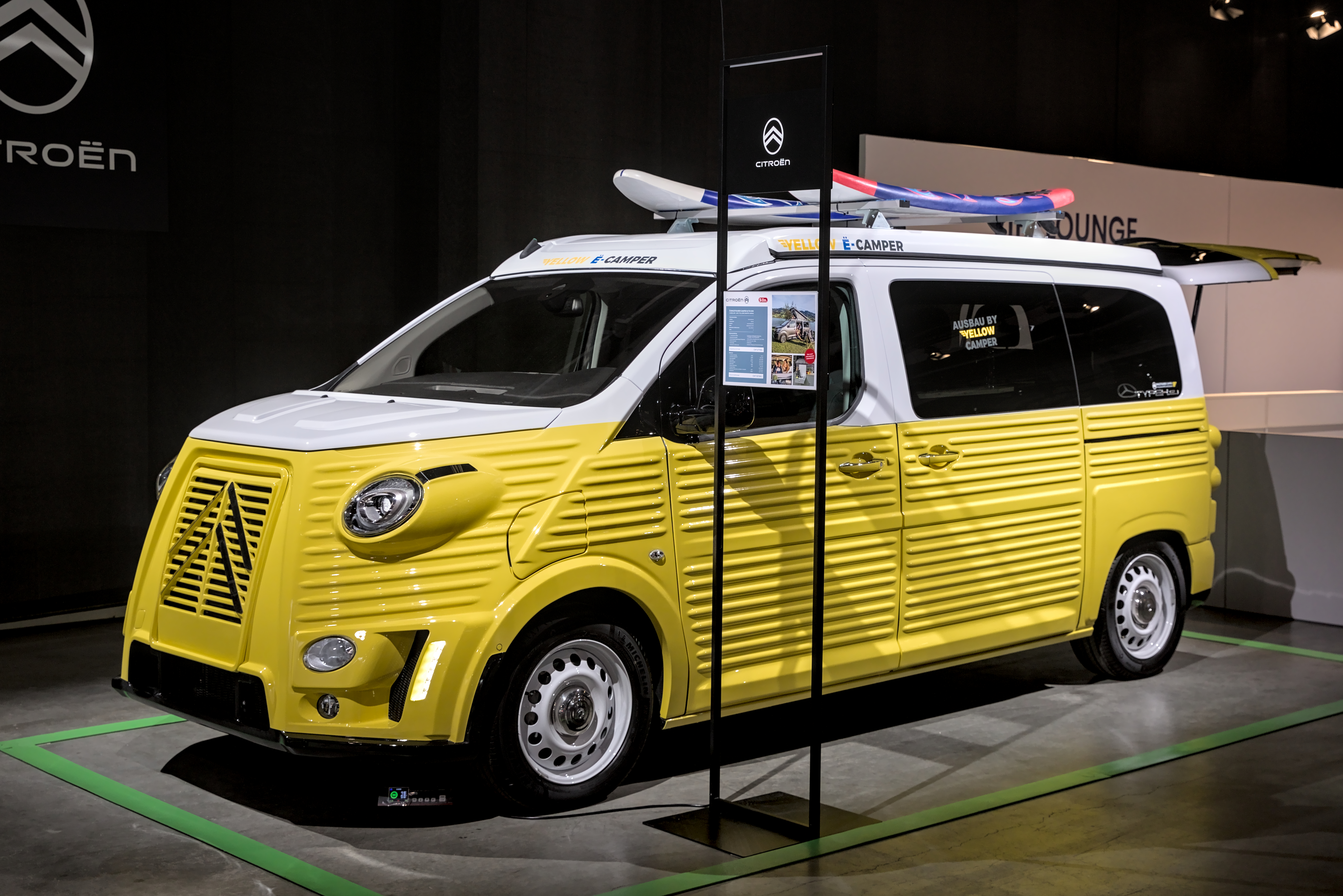
Citroën Holidays mit Caselani Umbausatz

Seit 2017 bietet der italienische Karosseriebauer Caselani Automobili Bausätze im Retro-Stil an, um Fahrzeuge der Baureihe so zu modifizieren, dass sie wegen ihres wellblechartigen Designs an den Citroën Typ H erinnern.